# Бгажба, Олег Хухутович
Олег Хухутович Бга́жба (абх. Бӷажәба Олег Хәыхәыт-иԥа; 1 августа 1941 или 1941, Сухуми — 15 августа 2024, Сухум) — советский и абхазский археолог, историк и кавказовед, доктор исторических наук (1995), профессор Абхазского государственного университета, заведующий отделом истории Абхазского института гуманитарных исследований. Специалист по археологии и истории гончарного и кузнечного ремесла Абхазии, исследователь цебельдинской археологической культуры; обнаружил самые ранние мечи из дамасской стали на территории СССР. Действительный член Академии наук Абхазии, кавалер ордена «Честь и слава».

## Биография
Родился 1 августа 1941 года в Сухуми. Отец — Хухут Бгажба, языковед и основоположник абхазской литературной критики, дед по отцу — Салуман Бгажба, герой народной песни. Мать — Татьяна Чочуа, первая абхазка — кандидат биологических наук, дед по матери — Андрей Чочуа, просветитель и государственный деятель.
В 1958 году окончил среднюю школу № 10 имени Н. Лакоба с золотой медалью. В 1963 году с отличием окончил историко-филологический факультет Сухумского государственного педагогического института (ныне Абхазский государственный университет).
В 1968 году поступил в аспирантуру Института археологии АН СССР в Москве. В 1972 году под руководством Е. И. Крупнова защитил диссертацию «Материальная культура средневековой Абхазии (VI—XIII вв.)» и получил учёную степень кандидата исторических наук. В 1973—1980 годах проходил стажировку по металлографии железа в лаборатории естественно-научных методов Института археологии АН СССР.
С 1968 года работал в Абхазском институте языка, литературы и истории (ныне Абхазский институт гуманитарных исследований), занимал должности младшего, старшего и ведущего научного сотрудника в отделе археологии, а в 1996 году стал заведующим отдела истории.
С 1975 года преподавал в Абхазском государственном университете (АГУ). Стал пятым профессором АГУ (после Ю. Н. Воронова, В. Г. Ардзинба, Б. Е. Сагария и Г. К. Шамба). В 2014 года стал старшим научным сотрудником Научно-культурного центра Ю. Н. Воронова АГУ.
В 1995 году в Институте археологии РАН защитил диссертацию «История железообрабатывающего производства в Западном Закавказье нач. I тыс. до н. э. — середина II тыс. н. э» и получил учёную степень доктора исторических наук. В 2002 году был избран членом-корреспондентом Академии наук Абхазии, позднее — действительным членом.
Умер 15 августа 2024 года в Сухуме.

## Научная деятельность
Область научных интересов: археология и история гончарного и кузнечного ремесла Абхазии.
Занимался полевыми исследованиями: в 1977—1986 годах участвовал в Цебельдинской археологической экспедиции, являлся заместителем главы экспедиции Ю. Н. Воронова, исследовал цебельдинскую археологическую культуру. Производил раскопки в Мокви, Бедиа и Новом Афоне, раскапывал Ачапару, Герзеул и замок Баграта. Обнаружил мечи из дамасской стали III—IV веков, самые ранние на территории бывшего СССР.
Автор более 150 научных работ, включая 15 монографий и учебники по истории Абхазии. Под руководством Бгажбы были защищены кандидатские диссертации В. А. Нюшкова и Н. В. Касландзия. Является председателем диссертационного совета по истории.

## Награды
- Заслуженный деятель науки Республики Абхазия (2011)[3].
- Орден «Честь и слава» II степени (2015)[12]
- Почётный мастер спорта Республики Абхазия по баскетболу[3].
- Действительный член Академии наук Абхазии[3]
- Действительный член Адыгской (Черкесской) международной академии наук (2022)[13].